# Kakóvatos (ort i Grekland, Västra Grekland)
Kakóvatos (Kakovatos) är en ort i Grekland.   Den ligger i prefekturen Nomós Ileías och regionen Västra Grekland, i den södra delen av landet, 190 km väster om huvudstaden Aten. Kakóvatos ligger 6 meter över havet och antalet invånare är 421.
Terrängen runt Kakóvatos är kuperad åt nordost, men västerut är den platt. Havet är nära Kakóvatos åt sydväst. Runt Kakóvatos är det ganska tätbefolkat, med 56 invånare per kvadratkilometer. Närmaste större samhälle är Zacháro, 3,1 km norr om Kakóvatos. 